# Huabeisaure
El huabeisaure (Huabeisaurus) és un gènere de dinosaure sauròpode que va viure al Cretaci superior, al Campanià, fa uns 75 milions d'anys. Les seves restes fòssils s'han trobat al nord de la Xina. L'espècie tipus, Huabeisaurus allocotus, va ser descrita per Pang i Cheng l'any 2000. Aquest dinosaure, quadrúpede i herbívor, s'assembla molt a Opisthocoelicaudia. El huabeisaure es coneix a partir de nombroses restes, que inclouen dents, extremitats parcials i vèrtebres. Els descobridors van establir una nova família per a aquest gènere, els huabeisàurids, tot i que aquest nom de família no s'utilitza àmpliament entre els paleontòlegs.